# 朝鮮学校閉鎖令
朝鮮学校閉鎖令（ちょうせんがっこうへいされい、ハングル：조선학교 폐쇄령）は、第二次世界大戦後に日本において在日朝鮮人によって創られた朝鮮学校に対する1949年10月19日に施行された連合国軍最高司令官総司令部 (GHQ) の意向による閉鎖令。朝鮮人学校閉鎖令とも言う。なお、「閉鎖令」といわれるが、ポツダム命令のような法令ではなく、後述のように、GHQの意向による文部省の通達により各地方自治体が行政措置として行ったものである。

## 経緯

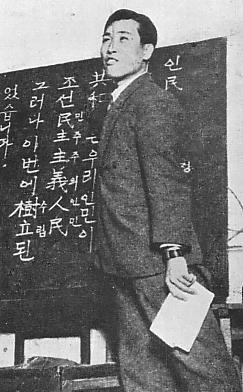
当時の民族教育

1945年に第二次世界大戦が終結すると、日本国内に居住する在日朝鮮人が、主に個人宅・あるいは公私立学校・工場を間借りする形で、「国語講習所」と称する朝鮮語による民族教育を行う教育施設を全国各地に作った。それらが1946年以降在日本朝鮮人連盟（以下朝連と略す）によって学校の形を整えていく。
その後朝鮮半島の政治情勢が悪化するとGHQの意向により文部省（当時）が1948年1月24日、各都道府県宛に以下の通達を出した。
1. 在日朝鮮人も日本の公私立学校に就学する義務がある
2. 私立学校は学校教育法で定める認可を受けなければならない
3. 義務教育機関における各種学校は認めない
4. 朝鮮語教育は課外で行っても差し支えない

これによって各自治体は朝鮮学校を閉鎖させた。これに対して朝鮮人側は激しい反対運動を展開し、特に阪神地域では阪神教育闘争と呼ばれる暴動に発展した。
1949年10月に朝連が団体等規正令により解散すると、政府により中立系の白頭学院（現在の建国小学校・中学校・高等学校）を除く全ての朝鮮学校が閉鎖された。

## その後
これら朝鮮学校が閉鎖された後は、
1. 公立の学校となったもの（大阪市立西今里中学校、東京都立朝鮮人学校など）
2. 再建したもの（現在の大阪金剛インターナショナル小学校・中学校・高等学校など）
3. 各公立学校の民族学級となったもの
4. 個人宅などによる個別教育を行ったもの

など様々であるが、1950年以降朝鮮総連が北朝鮮からの援助金によって再建した1・3・4のものが現在の朝鮮学校となっていった。一方、大韓民国（韓国）からは積極的な支援を得られず韓国系学校の学校は数も少なく、現在では一条校（学校教育法の第一条が定める「学校」）となったところもある。